# Denise Schmid
Denise Schmid (* 23. Januar 1965 in Zürich) ist eine Schweizer Historikerin und Autorin.

## Leben
Schmid wurde 1965 als Denise Czebe in Zürich geboren. Ihre deutsche Mutter Waltraut Neumann kam 1958 in die Schweiz, ihr Vater Sandor Czebe 1956 als Flüchtling während der ungarischen Revolution. Denise Schmid studierte Geschichte und Anglistik an der Universität Zürich und schloss das Studium 1994 mit einer Arbeit zum Thema Staatenlosigkeit in der Weimarer Republik ab. Es folgte eine Ausbildung in Kommunikation in München und die Arbeit in zwei internationalen Grossfirmen als Redakteurin und Mediensprecherin. 2001 gründete sie Denise Schmid Communications, eine Agentur für Corporate Publishing in Zürich, die sie bis 2016 führte. Daneben war sie an der Zürcher Hochschule für Angewandte Wissenschaften (ZHAW) als Gastdozentin tätig. 2016 wurde sie Mitinhaberin und Verlegerin bei Hier und Jetzt, Verlag für Kultur und Geschichte. Sie führte das Unternehmen gemeinsam mit dem Historiker Bruno Meier bis 2025. Seither ist sie freischaffend als Autorin tätig und mit dem Verlag Hier und Jetzt als Editor at Large verbunden. Sie berät und betreut in dieser Rolle einzelne Buchprojekte.
Der 1883 gegründete Zürcher Hochschulverein wählte Denise Schmid 2013 nach 130 Jahren zur ersten Präsidentin in seiner Geschichte. Die im Jahr 2000 in Zürcher Universitätsverein umbenannte älteste und grösste Ehemaligen-Organisation der Universität Zürich fusionierte 2017 mit der Dachorganisation Alumni UZH unter massgeblicher Beteiligung von Schmid. Von 2017 bis 2018 war sie Co-Präsidentin der neu gegründeten UZH Alumni. Seit 2021 ist Denise Schmid Mitglied im Stiftungsrat des Kirchner Museums Davos.

## Ehrungen
- 2019: Ehrensenatorin der Universität Zürich
- 2022: Alumni Award von UZH Alumni[5]

## Publikationen
- mit Peter Stamm und Markus Bühler (Fotografie): Der lange Weg nach Kaltbach – von Höhlen, Käsern, Kühen und Bauern. Zürich 2011.
- mit Reto Wilhelm und Monika Merkl: Das ist Oper. Das Opernhaus Zürich in der Ära Pereira 1991–2012. Zürich 2012.
- Des Weibes heil’ge Pflicht. Richard Wagners Frauenbild. In: Neue Zürcher Zeitung, 17. August 2013.
- Davos 1935 – viel Schnell, viel Sport, viel Pragmatismus. In: Entdecken Erinnern Erzählen. Zürich 2015.
- Männer- und Frauenwelten im Jahr 1935. In: Davoser Revue, Dezember 2015.
- Ruth Gattiker. Pionierin der Herzanästhesie. Hier und Jetzt, Baden 2016. ISBN 978-3-03919-409-4.
- Leben im Kloster – lange Tradition, langsamer Wandel. In: Susann Kälin-Bosshard: Im Fahr. Die Klosterfrauen erzählen aus ihrem Leben. Baden 2018.
- als Herausgeberin: Jeder Frau ihre Stimme. 50 Jahre Schweizer Frauengeschichte 1971–2021. Zürich 2020. ISBN 978-3-03919-497-1.
- Trotz allem. Gardi Hutter. Biografie. Zürich 2021. Hier und Jetzt, Zürich 2021. ISBN 978-3-03919-521-3.
- Enormer Wissensdurst und grosse Selbstdisziplin. Rückblick auf Ruth Gattikers Leben (1923–2021). In: Schweizerische Ärztezeitung. Ausgabe 2021/49.
- Fräulein Doktor. Das Leben der Chirurgin Marie Lüscher. Zürich 2022. ISBN 978-3-03919-564-0.
- Ein Spital voller Patienten und die Ärzte alle im Aktivdienst – wie Marie Lüscher zur Chefchirurgin aufstieg. In: Neue Zürcher Zeitung. 4. Januar 2023.
- mit Mira Imhof, Helene Arnet, Susanne Vögeli (Hrsg.): Das Kochbuch der Kittin von 1699. Hier und Jetzt, Zürich 2023. ISBN 978-3-03919-568-8.
- mit Bruno Meier. 25 x die Schweiz. Eine Zeitreise. Hier und Jetzt, Zürich 2024. ISBN 978-3-03919-608-1.
- Elisabeth Joris. Ein Leben in Geschichte(n). Hier und Jetzt, Zürich 2024. ISBN 978-3-03919-622-7.